# Turīya
Nella filosofia induista, col termine turīya o caturtha si indica uno stato di coscienza pura o l'esperienza della verità ultima. Questo è un quarto stato della coscienza che, allo stesso tempo, è sottostante e trascende i tre stati comuni di coscienza:
1. lo stato di coscienza di veglia  (jagrata),
2. lo stato del sogno (svapna),
3. lo stato del sonno senza sogni (susupti).

## La concezione Advaita
I primi due stati della coscienza non sono efficaci come esperienza della realtà e della verità a causa della loro natura contemporaneamente di oggetto e soggetto. Nel terzo stato, il sonno senza sogni, l'individuo non è conscio degli oggetti interni o esterni, ma questo non significa che non vi sia coscienza. È come dire non vedo niente nel buio, cioè riconoscere che quello -il non vedere niente- è ciò che si vede. Anche nel sonno senza sogni, non si è consci di nulla ed il fatto che questo sia vero prova l'esistenza della coscienza durante il sonno profondo.  
In altre parole, la coscienza è il fattore costante presente in tutti i tre stati e non è condizionata dalla presenza o l'assenza di oggetti. La coscienza stessa non richiede di essere rivelata da un'altra coscienza, è autorivelata.
Mentre ogni cosa viene presentata alla coscienza ed è rivelata da essa, la coscienza stessa non è presentata da nient'altro. Non c'e mai un oggetto in relazione con un altro soggetto, c'è qualcosa che rimane sottostante sia al soggetto che all'oggetto, è il quarto stato della coscienza: turiya, il brahman.
La Māṇḍūkya Upaniṣad definisce la turiya così come segue: